# Юдино (городской округ Мытищи)
Юдино — деревня в городском округе Мытищи Московской области России. Население — 91 чел. (2010).

## География
Расположена на севере Московской области, в восточной части Мытищинского района, примерно в 10 км к северу от центра города Мытищи и 12 км от Московской кольцевой автодороги, недалеко от Пироговского, Пяловского и Учинским водохранилищ системы канала имени Москвы.
В деревне 9 улиц — Колхозная, Лесная, Новая, Полевая, Прудная, Солнечная, Цветочная, Центральная и Яблоневая, 3 переулка — Луговой 1-й, Луговой 2-й и Тихий, приписано садоводческое товарищество. Связана автобусным сообщением с районным центром. Ближайшие населённые пункты — деревни Манюхино, Пирогово и Ульянково.

## Население
| 1852 | 1859 | 1890 | 1899 | 1926 | 2002 | 2010 |
| ---- | ---- | ---- | ---- | ---- | ---- | ---- |
| 131  | ↗167 | ↘150 | ↘146 | ↗266 | ↘182 | ↘91  |

## История
В середине XIX века деревня относилась ко 2-му стану Московского уезда Московской губернии и принадлежала графу Шереметеву, в деревне было 22 двора, крестьян 61 душа мужского пола и 70 душ женского.
В «Списке населённых мест» 1862 года — владельческая деревня 2-го стана Московского уезда по левую сторону Ольшанского тракта (между Ярославским шоссе и Дмитровским трактом), в 25 верстах от губернского города и 7 верстах от становой квартиры, при прудах и колодцах, с 21 двором и 167 жителями (79 мужчин, 88 женщин).
По данным на 1899 год — деревня Троицкой волости Московского уезда с 146 жителями.
В 1913 году — 34 двора.
По материалам Всесоюзной переписи населения 1926 года — центр Юдинского сельсовета Пушкинской волости Московского уезда в 4 км от Пироговского шоссе и 6,5 км от станции Клязьма Северной железной дороги, проживало 266 жителей (115 мужчин, 151 женщины), насчитывалось 51 хозяйство, из которых 46 крестьянских.
С 1929 года — населённый пункт в составе Пушкинского района Московского округа Московской области. Постановлением ЦИК и СНК от 23 июля 1930 года округа как административно-территориальные единицы были ликвидированы.
Административная принадлежность
1929—1954 гг. — деревня Манюхинского сельсовета Пушкинского района.
1954—1955 гг. — деревня Жостовского сельсовета Пушкинского района.
1955—1963, 1965—1994 гг. — деревня Жостовского сельсовета Мытищинского района.
1963—1965 гг. — деревня Жостовского сельсовета Мытищинского укрупнённого сельского района.
1994—2006 гг. — деревня Жостовского сельского округа Мытищинского района.
2006—2015 гг. — деревня городского поселения Пироговский Мытищинского района.